# 汪炜杰
汪炜杰（1971年10月—），安徽东至人，中华人民共和国教育家。现任池州市第一中学校长。正高级教师、安徽省特级教师，安徽师范大学硕士生导师、安徽省督学。

## 简介
2019年任池州市第一中学校长至今，2022年起又任池州市委教体工委委员。
荣获“安徽省特级教师”、“省优秀团干部”、“市优秀教育工作者”、“市十佳师德标兵”等称号。
2019年9月，被安徽省人力资源社会保障厅、安徽省委教育工委、安徽省教育厅授予“全省教育系统先进工作者”荣誉称号。 
2022年11月，被授予“安徽省先进工作者”称号。